# Selfish Love (DJ Snake e Selena Gomez)
Selfish Love è un singolo del DJ francese DJ Snake e della cantante statunitense Selena Gomez, pubblicato il 4 marzo 2021 come terzo estratto dal secondo EP di Selena Gomez Revelación.

## Video musicale
Il video musicale è stato reso disponibile il 4 marzo 2021 in concomitanza con l'uscita del brano.

## Tracce
Testi e musiche di Selena Gomez, DJ Snake, Kat Dahlia, Marty Maro, K. Sotomayor e Kris Floyd.
Download digitale
1. Selfish Love – 2:48

Download digitale – Tiësto Remix
1. Selfish Love (con Tiësto) (Tiësto Remix) – 2:33

Download digitale – Jack Chirak Remix
1. Selfish Love (Jack Chirak Remix) – 2:42

Download digitale – EP
1. Selfish Love (Acoustic Mix) – 2:49
2. Selfish Love (Jack Chirak Remix) – 2:42
3. Selfish Love (con Tiësto) (Tiësto Remix) – 2:53
4. Selfish Love – 2:48

## Formazione
- Selena Gomez – voce
- Kat Dahlia – cori
- DJ Snake – strumentazione, produzione, missaggio
- Nicholas Mercier – ingegneria del suono, mastering
- Bart Schoudel – produzione vocale, ingegneria vocale

## Successo commerciale
Selfish Love ha esordito al 4º posto della Dance/Electronic Songs e al 6º della Hot Latin Songs, accumulando nel corso della sua prima settimana 5 milioni di stream e 2 000 copie digitali in suolo statunitense.

## Classifiche

### Classifiche settimanali
| Classifica (2021) | Posizione massima |
| ----------------- | ----------------- |
| Belgio (Fiandre)  | 73                |
| Belgio (Vallonia) | 13                |
| Canada            | 71                |
| Croazia           | 47                |
| Francia           | 54                |
| Grecia            | 81                |
| Irlanda           | 61                |
| Lituania          | 46                |
| Portogallo        | 98                |
| Regno Unito       | 93                |
| Stati Uniti       | 105               |
| Svizzera          | 76                |

### Classifiche di fine anno
| Classifica (2021) | Posizione |
| ----------------- | --------- |
| Belgio (Vallonia) | 72        |
| Francia           | 115       |